# Ophiacantha notata
Ophiacantha notata är en ormstjärneart som beskrevs av Jean Baptiste François René Koehler 1906. Ophiacantha notata ingår i släktet Ophiacantha och familjen knotterormstjärnor. Inga underarter finns listade i Catalogue of Life.